# Каман-Калехёюк
Каман-Калехёюк (тур. Kaman-Kalehöyük) — многослойный археологический памятник (телль) в провинции Кыршехир, Турция, примерно в 100 км к юго-востоку от Анкары, в 6 км к востоку от центра города Каман. Был заселён в бронзовый век, железный век и османский период. Раскопки проводятся с 1986 года под руководством Сачихиро Омуры по поручению Центра культуры Ближнего Востока в Японии и Японского института анатолийской археологии. Расстояние до Хаттусы, столицы Хеттского царства, составляет около 100 км.

## Слои

### Ранний бронзовый век
IV: дохеттский период
- IVb ранний бронзовый век
- IVa промежуточный период

### Средний бронзовый век
III: хеттский период
- IIIc XX-XVII век до н. э. Ассирийская торговая колония.

В 2005 году металлургический анализ фрагментов железа, найденных в Каман-Калехёюке в 1994 году и датируемых примерно ок. 1800 г. до н. э. показало, что некоторые из этих фрагментов были сделаны из углеродистой стали; в настоящее время они образуют самые ранние известные в мире свидетельства производства стали. Это было дополнительно подтверждено в исследовании 2023 года, которое также обнаружило, что содержание углерода в этих железных и стальных артефактах было довольно изменчивым. По словам авторов, это указывает на продолжающиеся эксперименты этих ранних металлургов и иллюстрирует «диапазон ранних попыток выплавить железо».
В слое обнаружены останки как минимум 73 людей разных возрастов, гибель которых могла быть связана с разрушением находившейся здесь ассирийской торговой колонии в середине XVIII века. Среди причин смерти — пожар и удары клинковым оружием.

### Поздняя бронза
- IIIb XVII—XV века до н. э. Хатти
- IIIa XV—XII века до н. э. Хеттская империя

Около 1730 года до н. э. Анитта, царь Каниша, завоевал Хаттусу, после чего хатты в излучине реки Кызылырмак сменяются хеттами, говорившими на индоевропейском языке. И. Лазаридис с соавторами исследовали костный материал нескольких индивидов из этого слоя и обнаружили у них генетическую примесь от энеолитического населения степей Северного Кавказа и Нижней Волги.
Некоторые из старейших стёкол в мире были найдены в Камане. Этому стеклу, по оценкам, 3600 лет (1600 год до н. э.).

### Железный век
Затем, с XII века и далее после распада Хеттской империи, как правило, считается, что в Анатолии наступил «Тёмный век», в течение которого не было никаких значительных культурных событий. Поэтому этот период, как полагают, продолжался до VIII века. Но раскопки слоя IId в Каман-Калехёюке, которые относились к ранней части этого периода (ранний железный век), показали, что жизнь и культурное развитие продолжались на этом месте.
В 550 году до н. э. Кыршехир и его регион, вместе со всей Анатолией, попали под персидское правление. Хотя в Кыршехире не было найдено никаких значительных остатков поселений и находок, относящихся к этому периоду, при раскопках Каман-Калехёюк были найдены печати, относящиеся к персидскому периоду. Из источников известно, что в древности здесь находилось поселение под названием Зама. В период Каппадокийского царства, которое было основано в 333 году до н. э., Кыршехир и его регион находились под сильным давлением из-за отсутствия власти. В 18 году н. э. римский император Тиберий официально присоединил Каппадокию к Риму и сделал её провинцией. В римский период в регионе Кыршехир быстро распространялось как христианство, так и язычество. В регионе Каман находятся остатки византийских зданий и руины замка Омерхаджылы. Это указывает на то, что в этом регионе было византийское поселение.
II: Находки поселений железного века: фибулы и наконечники стрел, в том числе некоторые в скифском стиле. Декоративные пластины из костей животных, расписная керамика. Кроме того, были найдены фригийская, ахеменидская и, возможно, одна эламская печать.
- IIa1-2 Эллинистический период (Александр Македонский и позже)
- IIa3-5 Поздний железный век (Лидия, Ахемениды)
- IIa6-IIc1 Средний железный век (Фригия)
- IIc2-3 Средний железный век (керамика типа Алишар IV)
- IId1-3 Ранний железный век (Тёмный век)

### Средние века
I: Средние века (находки: броши для волос, 1 керамическая чаша, серьги и перстни, каменная лампа, монеты и т. д.)
- Ia Османский период
- Ib Византийский период